# العلاقات بين الأكراد واليهود في العراق

## مقدمة
في سياق تاريخي طويل، مرّت الجالية اليهودية في العراق بتجارب متعددة تأثرت بالأوضاع الاجتماعية والسياسية. وقد شمل ذلك التفاعلات مع المكونات الكردية المحلية، التي لعبت دورًا مهمًا في حماية اليهود في عدة حالات خلال فترات النزاع.

## الأحداث الرئيسية

### ثورةرشيد عالي الكيلاني1941
بعد فشل ثورة رشيد عالي الكيلاني في عام 1941، اندلعت أعمال شغب في بغداد، حيث هاجم العراقيون اليهود بسبب دعمهم للمحتل البريطاني. في الوقت نفسه، شعر يهود كردستان بالخوف من العواقب، وكان لديهم حماية من بعض الزعماء الكرد مثل آغا قرية إكماله.

### مقتل يهوديين منزاخو1940
في عام 1940، قُتل يهوديان من زاخو، "ناحوم بن يحيى كوهين" وابنه "إبراهيم"، على يد قطاع طرق محليين. تمكن أحد اليهود من تحديد القتلة، مما ساعد في القبض عليهم من قبل الشرطة المحلية.

### حادثة قتل يهودي من طروانش 1945
في عام 1945، قُتل يهودي يدعى "رفو" من قرية طروانش على يد مجموعة من اللصوص الكرد بعد رفضه مرافقتهم إلى المراعي.

### مقتل التاجر اليهودي زاوو 1947
في عام 1947، قُتل التاجر اليهودي "زاوو" من قرية بيتنور، وذلك إثر كمين نصبه له قطاع الطرق بهدف سرقة أمواله.

## المواقف الإيجابية من الكرد
رغم هذه الحوادث، كان هناك العديد من الحالات التي دافع فيها بعض الزعماء الكرد والشيوخ عن اليهود وحموهم من الاعتداءات، وهو ما أكده العديد من المؤرخين اليهود.

## الخاتمة
مرت العلاقات بين اليهود والكرد بتقلبات مختلفة، حيث كان هناك تعاون وحماية في بعض الأحيان، بينما ظهرت توترات في أوقات أخرى، وهو ما يعكس تعقيد الوضع الاجتماعي والسياسي في تلك الفترات.

## بوابات
- بوابة: تاريخ
- بوابة: شعوب
- بوابة: ثقافة
- بوابة: الشرق الأوسط
- بوابة: اليهودية
- بوابة: العراق
- بوابة: القرن العشرين
- بوابة: كردستان